# ناحیه فاون ریور، میشیگان
ناحیه فاون ریور (به انگلیسی: Fawn River Township) یک منطقهٔ مسکونی در ایالات متحده آمریکا است که در شهرستان سنت ژوزف، میشیگان واقع شده‌است.
 ناحیه فاون ریور ۵۱٫۵ کیلومتر مربع مساحت و ۱٬۶۴۸ نفر جمعیت دارد و ۲۶۸ متر بالاتر از سطح دریا واقع شده‌است.